# Paratubana luteomaculata
Paratubana luteomaculata är en insektsart som beskrevs av Victor Antoine Signoret 1853. Paratubana luteomaculata ingår i släktet Paratubana och familjen dvärgstritar. Inga underarter finns listade i Catalogue of Life.